# 三流乡
三流乡，是中华人民共和国安徽省六安市霍邱县下辖的一个乡镇级行政单位。

## 行政区划
三流乡下辖以下地区：
三流村、长岗村、九丫槐村、双塔寺村、老集村、曹墩村、宋桥村、香店村、马南元村和张老园村。